# Another Perfect Day
Another Perfect Day —en español: Otro día perfecto — es el sexto álbum de estudio de la banda de rock británica Motörhead. Fue lanzado al mercado en 1983, llegando al n.º 20 de las listas del Reino Unido.
Después de que el guitarrista "Fast" Eddie Clarke abandonara a Motörhead en su segunda gira por los Estados Unidos, le sustituyó Brian "Robbo" Robertson (ex-Thin Lizzy). A su vuelta al Reino Unido se grabó Another Perfect Day.
Aunque es el más melódico de los álbumes de Motörhead, en gran medida por la producción de Tony Platt, los seguidores no se mostraron muy favorables; Robertson y Phil "Philthy Animal" Taylor abandonaron para formar la banda Operator, mientras que Lemmy siguió junto a Phil Campbell, Würzel y Pete Gill.

## Lista de canciones
Todas las canciones compuestas por Lemmy, Phil Taylor y Brian Robertson, excepto donde se indique lo contrario.

### Álbum original
1. "Back at the Funny Farm" ("Fast Eddie" Clarke, Lemmy, Taylor) – 4:14
2. "Shine" – 3:11
3. "Dancing on Your Grave" – 4:29
4. "Rock it" (Clarke, Lemmy, Taylor) – 3:55
5. "One Track Mind" – 5:55
6. "Another Perfect Day" – 5:29
7. "Marching off to War" – 4:11
8. "I Got Mine" (Clarke, Lemmy, Taylor) – 5:24
9. "Tales of Glory" – 2:56
10. "Die You Bastard" (Clarke, Lemmy, Taylor) – 4:25

### Pistas adicionales
1. "Turn You Round Again" – 3:57
  - Originalmente Cara B de I Got Mine.
2. "(I'm Your) Hoochie Coochie Man" (Willie Dixon) [Directo] – 6:31
3. "(Don't Need) Religion" (Clarke, Lemmy, Taylor) [Directo] – 2:54
  - Pistas 12 y 13 originalmente fueron Caras B de Shine.

### Edición Deluxe

#### Disco 1
1. "Back at the Funny Farm" – 4:14
2. "Shine" – 3:11
3. "Dancing on Your Grave" – 4:29
4. "Rock it" – 3:55
5. "One Track Mind" – 5:55
6. "Another Perfect Day" – 5:29
7. "Marching off to War" – 4:11
8. "I Got Mine" – 5:24
9. "Tales of Glory" – 2:56
10. "Die You Bastard!"
11. "Turn You Round Again"

#### Disco 2
1. "Back at the Funny Farm" [directo]
2. "Tales of Glory" [directo]
3. "Heart of Stone" [directo] (Clarke, Lemmy, Taylor)
4. "Shoot You in the Back" [directo] (Clarke, Lemmy, Taylor)
5. "Marching off to War" [directo]
6. "Iron Horse/Born to Lose" [directo] (Taylor, Mick Brown, Guy Lawrence)
7. "Another Perfect Day" [directo]
8. "(I'm Your) Hoochie Coochie Man" [directo] (Dixon)
9. "(Don't Need) Religion" [directo] (Clarke, Lemmy, Taylor)
10. "One Track Mind" [directo]
11. "Go to Hell" [directo] (Clarke, Lemmy, Taylor)
12. "America" [directo] (Clarke, Lemmy, Taylor)
13. "Shine" [directo]
14. "Dancing on Your Grave" [directo]
15. "Rock it" [directo]
16. "I Got Mine" [directo]
17. "Bite the Bullet" [directo] (Clarke, Lemmy, Taylor)
18. "The Chase Is Better Than the Catch" [directo] (Clarke, Lemmy, Taylor)

## Personal
- Lemmy – bajo, voz
- Brian Robertson –  guitarra
- Phil "Philthy Animal" Taylor – batería